# Vojňany
Vojňany este o comună slovacă, aflată în districtul Kežmarok din regiunea Prešov. Localitatea se află la altitudinea de 665 m deasupra n.m., se întinde pe o suprafață de 5,79 km2 și în 2017 număra 300 de locuitori.

## Istoric
Localitatea Vojňany este atestată documentar din 1296.

## Demografie
| An:                | 1994 | 2004    | 2014    | 2024   |
| ------------------ | ---- | ------- | ------- | ------ |
| Număr de persoane: | 221  | 265     | 292     | 318    |
| Diferență:         |      | +19,90% | +10,18% | +8,90% |

| An:                | 2023 | 2024   |
| ------------------ | ---- | ------ |
| Număr de persoane: | 317  | 318    |
| Diferență:         |      | +0,31% |